# Ljubelj Kalnički
Ljubelj Kalnički is een plaats in de gemeente Ljubešćica in de Kroatische provincie Varaždin. De plaats telt 150 inwoners (2001).